# Tranquil·litiïta
La tranquil·litiïta és un mineral de la classe dels silicats. És un dels tres minerals descoberts a partir de les mostres recolectades a la lluna per la missió Apol·lo 11, juntament amb la piroxferroïta i l'armacolita. Fins a l'any 2011, la tranquil·litiïta només es coneixia en roques procedents de la Lluna i en meteorits marcians. El 2011 es va descobrir també com a mineral accessori en roques màfiques terrestres en sis localitats de l'oest australià.

## Característiques
La tranquil·litiïta és un silicat de fórmula química (Fe2+,Ca)₈(Zr,Y)₂Ti₃(SiO₄)₃O₄. Cristal·litza en el sistema hexagonal.
Segons la classificació de Nickel-Strunz, la tranquil·litiïta pertany a «09.AG: Estructures de nesosilicats (tetraedres aïllats) amb anions addicionals; cations en coordinació > [6] +- [6]» juntament amb els següents minerals: abswurmbachita, neltnerita, braunita-II, långbanita, malayaïta, titanita, vanadomalayaïta, natrotitanita, cerita-(Ce), cerita-(La), aluminocerita-(Ce), trimounsita-(Y), yftisita-(Y), sitinakita, kittatinnyita, natisita, paranatisita, törnebohmita-(Ce), törnebohmita-(La), kuliokita-(Y), chantalita, mozartita, vuagnatita, hatrurita, jasmundita, afwillita, bultfonteinita, zoltaiïta i braunita.

## Formació i jaciments
S'ha descrit en basalts lunars i en roques màfiques terrestres. Abans del 2011 només es coneixia a la Lluna; més tard es va descriure també a Austràlia occidental i posteriorment a l'Índia i Oman.